# DJ 렉스
DJ 렉스(DJ Wreckx, 본명: 최재화, 1974년 10월 18일 ~ )는 대한민국의 힙합 DJ이다. 힙합 DJ로는 대한민국에서 거의 최초로 활동을 시작하였으며, 현재는 수많은 비보이들의 서포트를 해주거나, MIML 등의 아티스트 집단을 만들어 활동하곤 하였다. 현재 레이블은 자신이 만든 레이블 베이직 엔터테인먼트 (BASIC Entertainment)이다. 2009년 락 밴드 노바소닉에 DJ로서 공식 합류했다. Rivers Crew에서는 현재 탈퇴한 상태이다.

## 바이오그래피

### 초기
DJ Wreckx는 1974년 한국에서 태어났다. 어릴 적에 그는 그림 그리기를 좋아하였으나, 만화를 그리면서 자연스럽게 음악을 접하게 되었다. 특히 AFKN에서 비보잉과 힙합 문화를 접한 것이 그의 진로의 계기가 되었다. 1991년 전문적인 비보잉 활동을 시작, 1997년까지 이 활동을 계속해온 그가 디제잉을 시작한 것은 1992년부터였는데, 그 계기는 당시 비보이들에게, 그리고 나아가서 청자들에게 더 좋은 음악을 들려줄 수 있는 사람이 되기 위해서였다.
"club KOREAN FOCUS” 배틀, "club BASIA" 배틀 등의 대회에서 우승할 정도의 경력을 갖췄던 그는, 1994년 정식으로 DJ Wreckx란 이름을 만들고 비보이와 디제이가 하나될 수 있는 공연을 기획하였다. 또 1993년부터는 여러 장의 믹스테입을 만들었는데, 1~3집은 춤을 추던 이들에게 무료로 배포하였고, 4집부터는 나우누리 동호회 게시판을 통해 소량 판매하였다. 한편으로 1995년에는 삐삐롱스타킹의 세션 DJ를 시작으로 세션 DJ 생활을 시작하기도 하였다.

### 마스터플랜의 DJ 생활
1998년 비보이 생활을 공식적으로 접은 DJ Wreckx는, 가리온 멤버인 MC Meta의 소개로 클럽 Master Plan과 인연을 맺고, 당시 독보적인 한국 유일의 DJ로 활동을 하였다. 매주 토요일 정기적으로 MP에서 스크래칭을 선보였으며, 또 한편으로는 People Crew의 세션 DJ로 활발하게 활동을 하였다.
1999년 People Crew가 가요계에 데뷔함에 따라 팀에서 탈퇴한 DJ Wreckx는, 2000년 태어나서 처음 을 시작으로 프로듀싱에도 손을 댔으며, 이 곡은 같은 해 발매된 MP HIPHOP Project 2000 초 의 첫 트랙으로 수록이 되었다. 특히, 동화를 샘플로 삼는 그의 특유의 커팅은, 이후 주석과 함께한 곡 대역전, 그리고 이현도의 힙합 구조대 등의 곡에서도 선보임에 따라 그의 특유의 스타일로 굳어졌다.
동시에 그는 개인 웹사이트를 열어 한국에 올바른 DJ 문화를 보급시키고자 노력하였으며, 믹서, 턴테이블, 배틀 LP를 판매하는 온라인 스토어 은수리 레코드를 운영하였다. 또 DJ 팀 플레이 크루인 최가박당을 가리온의 JU, DJ soulscape와 함께 결성하여 활동했고, G.G.T.라는 또다른 크루를 결성해 바쁜 활동을 하였다.
이렇게 인지도를 높인 그는 이현우, 마야 등 유명 가수의 공연에도 게스트로 초대되었으며, 이를 통해 다른 장르와의 크로스오버를 시도하기도 하였다. 그의 활동은 또 한국에만 국한된 것뿐 아니라 일본, 홍콩, 타이완 등에서도 그의 활동이 이어졌다. 한편으로 2000년부터 MUzik iz My Life 파티를 정기적으로 개최하기도 하였다.

### MIML 그리고 마스터플랜 탈퇴
2004년 그는 인터넷 라디오인 Spinradio Show 방송 진행을 겸하였으며, 동시에 마스터플랜에서 그의 마지막 솔로 곡이 된 코자리그리폼 을 프로듀싱, MP HIPHOP Project 2004 Change the Game에 수록하였다.
그리고 2005년 5월에는 그가 그때까지 열어왔던 파티 브랜드 "MUzik is My Life"를 확장시켜 M.I.M.L. (Muzik Is My Life의 약자)이라는 아티스트의 공동체를 만들었다. 이는 2004년에 이미 만들어졌던 MIML Entertainment와 Ladybug Records와도 같은 노선에 있는 집단이었다. MIML은 이후로 계속 정기적으로 파티를 이어나갔으며, 주로 DJ가 멤버의 다수를 차지하였지만, 비보이나 MC들도 일부 있었다. 특히, jtL의 세션 DJ로써 인연을 맺은 이재원이 멤버로 있어서 화제가 되기도 하였다.
이후 그는 오랫동안 관계를 맺어왔던 Master Plan에서 공식으로 탈퇴를 하고 각자의 길을 가기로 하였다. 그러면서 Rivers Crew의 멤버로써의 활동을 더 키워나가, Superman IVY와의 활동을 많이 선보였다. 2008년 초에는 노도의 Master Plan 디스곡 이제는 말할 수 있다에 피쳐링을 하여서 리스너들에게 큰 이슈로 다가오기도 하였다.
그의 비트메이킹은 에픽 하이 3집의 Bone Us 등의 곡으로 계속 이어졌으며, 그의 스타일, 또 Rivers Crew의 지향점답게 올드 스쿨적인 스타일을 띠면서 촌스럽지 않은 느낌을 주는 비트를 주로 만들어 왔었다.

### 현재
2010년 들어 DJ Wreckx는 Soul Connection 앨범에 참여한 것에 이어 첫 공식 앨범을 발표하였으며, 여전히 파티 및 비보이 행사에 참여하면서 활발히 활동을 이어가고 있다. 그의 첫 앨범은 9월에 발매되었는데, CCM 컴필레이션 앨범으로, 그가 만든 기독교 음악 단체 BASIC Korea를 통해 발표되었다. 이 BASIC Korea는 이후 DJ Wreckx의 레이블 BASIC Entertainment가 되었다. 이외에도 동시에 2008년 2월부터 시작한 DJ 레슨을 계속 이어가서 후배 양성에도 힘을 쏟고 있다. 2009년 11월부터는 합류한 밴드 노바소닉의 일원으로 노바소닉 5집 metamorphosis 작업에 참여 중이다.
2011년에 들어서는 MC 메타와 함께 프로젝트 그룹을 결성, 온라인 싱글을 꾸준히 내고 있으며 2011년 8월까지 5곡이 발표되었다. 그리고 9월에 정규 음반인 DJ And MC를 발매하였다. 이 앨범은 2012년 초 한국대중음악상 후보에 올랐으며 대중과 비평가들의 호평을 받았다. 한편 2011년 11월에는 5년 간의 열애 끝에 결혼식을 올렸다. 2018년 5월에 Rivers Crew를 탈퇴했다.
대표곡: 〈태어나서 처음〉, 〈정직한 DJ〉, 〈코자리그리폼〉

## 디스코그래피[6]
- 1993년 DJ Wreckx Mixtape vol.1
- 1994년 DJ Wreckx Mixtape vol.2
- 1995년 DJ Wreckx Mixtape vol.3
- 1997년 DJ Wreckx Mixtape vol.4
- 1999년 DJ Wreckx Mixtape vol.5
- 2000년 DJ Wreckx Mixtape vol.6
- 2001년 DJ Wreckx Mixtape vol.7
- 2010년 9월 15일 Basic
- 2015년 1월 6일 Basic Vol.2

### Meta & Wreckx
- 2011년 5월 13일 메타와 렉스 (I Wanna Rock) 디지털 싱글
- 2011년 5월 27일 무슨 일이야? (DJ and MC) 디지털 싱글
- 2011년 6월 10일 그 순간 (Good Music) 디지털 싱글
- 2011년 7월 1일 밟고 일어서! (Rock On) 디지털 싱글
- 2011년 7월 22일 무까끼하이 (Yes Yes Y'all) 디지털 싱글
- 2011년 9월 15일 DJ and MC 정규앨범